# Campo de iglesia de El Carmen de Santa Coloma
El campo de iglesia de El Carmen de Santa Coloma, situado en la parroquia de Santa Coloma, en el concejo asturiano de Allande, es una unidad formada por la iglesia parroquial y dos tejos, elementos entre los que existe una vinculación cultural e histórica, que justifican su calificación como Bien de Interés Cultural.

## Campo de iglesia
Los Campos de iglesia en Asturias, son conjuntos formados por un tejo y un elemento del patrimonio cultural material. El tejo es un árbol de gran relevancia cultural en la región, donde ha representado un papel simbólico a lo largo de la historia. Protagonista en antiguas creencias precristianas, pasó a convertirse con el tiempo en icono identitario de la comunidad parroquial, y a ser considerado actualmente como la representación de un pasado mítico, de una identidad asturiana basada en la tradición y un cuerpo de valores ecologistas y medioambientales.
La profunda implantación de la vinculación entre estos dos elementos, se evidencia en la existencia en Asturias de doscientos quince grupos compuestos de edificio religioso y tejo. De entre todos estos, y por sus especiales características, el Principado de Asturias, ha declarado a doce de ellos, entre los que se encuentra el Campo de iglesia de El Carmen de Santa Coloma, como Bien de Interés Cultural, con la categoría de Sitio Histórico, por Decreto 61/2017, de 20 de septiembre.

## Iglesia
La iglesia de Santa Coloma se localiza en un lugar ligeramente apartado del pueblo, justo donde empieza la zona de monte. Presenta un volumen arquitectónico bastante peculiar, muy estrecho y alargado, que responde a los condicionantes topográficos de su propio solar, enclavado en un entorno de acusadas pendientes donde no abunda el terreno llano y apto para la edificación. Esto obligó a construir longitudinalmente, añadiendo volúmenes siguiendo el eje que marcan las propias curvas de nivel.
No existe ningún documento que recoja el pasado remoto de esta iglesia, su fundación, organización o patronazgo, pero algunos elementos de su fábrica reflejan que se construyó en el siglo XV, posiblemente en la segunda mitad. Esta cronología queda evidenciada en el perfil ojival del arco de triunfo y en la decoración de sus impostas con motivos de bolas o perlas, características propias de las iglesias allandesas construidas en esa centuria que, pese a ello, siguen manteniendo una “estética medieval, casi románica”, de hecho, se considera que esta iglesia “es un buen ejemplo de la persistencia de soluciones románicas reinterpretadas”.

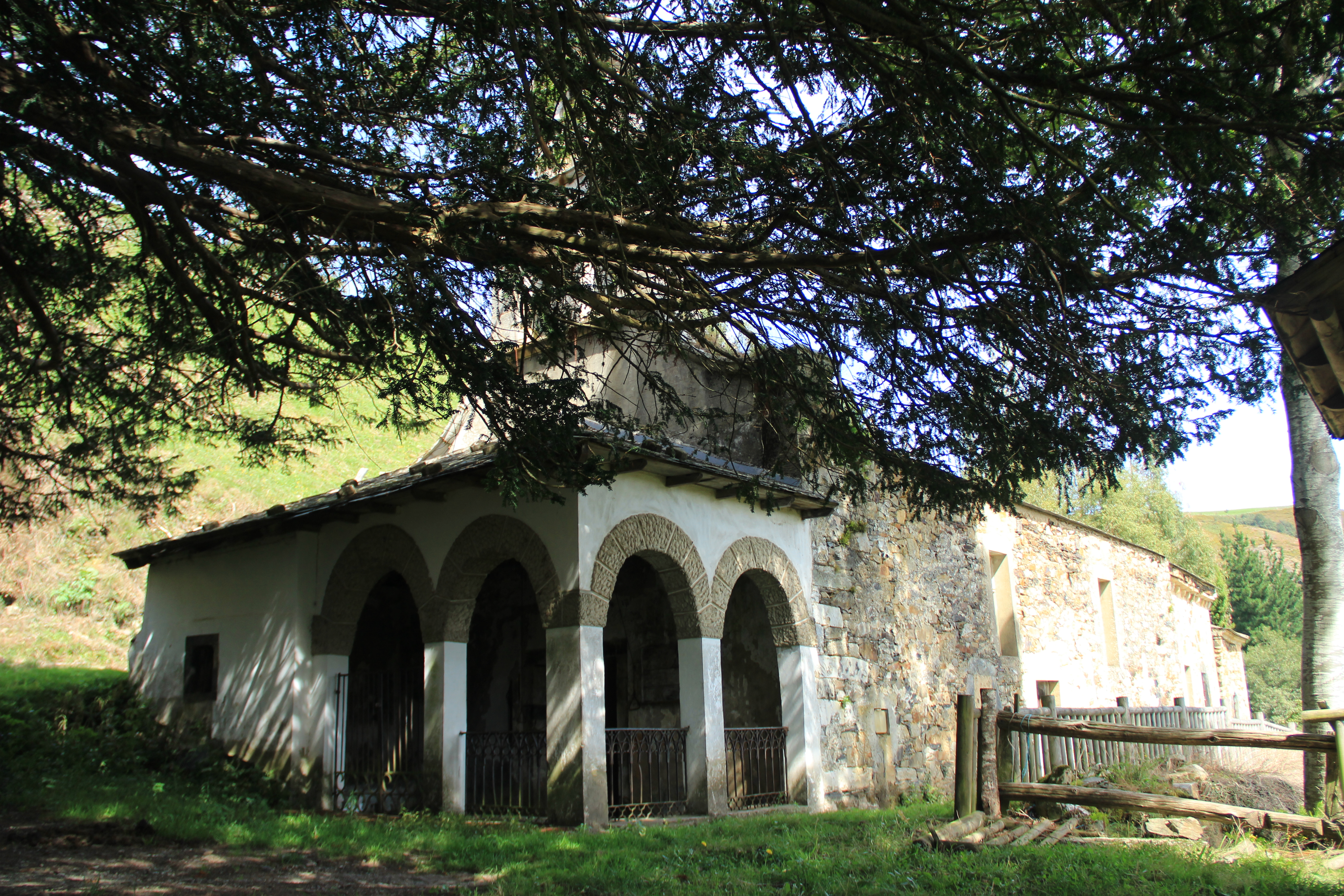
Fachada de la iglesia

El resto de la fábrica sufrió importantes modificaciones a lo largo de los siglos, siendo las más importantes las realizadas en el siglo XVIII, las de 1876 a 1905, y la de 1970. La desaparición de los libros de fábrica anteriores a 1876 impide precisar en qué consistió la primera de estas intervenciones, pudiendo tan sólo apuntarse que fue entonces cuando se encargaron los retablos de la iglesia, y muy posiblemente también se reformase el cuerpo de la nave y se edificase la sacristía. En algún momento entre 1876 y 1905 se añadió el cabildo semiporticado y la espadaña, y se abrieron los ventanales y la puerta del costado sureste de la iglesia.
Durante la intervención de 1970, y para acometer las obras se decidió desmontar el retablo mayor, de estilo barroco, que se guardó en el cuarto del cabildo, del que acabaría desapareciendo, ignorándose su paradero actual. Este expolio, coincide en el tiempo con la desaparición de muchas tallas románicas de las iglesias del entorno (los vecinos recuerdan que fueron muchas las personas que vinieron a interesarse en la compra de “santos”). Años más tarde fueron estos vecinos, los que aportaron el dinero para comprar el Cristo que hoy preside el ábside en sustitución del retablo mayor.
La iglesia de Santa Coloma ofrece una planta rectangular de nave única con testero recto, a la que después se adosaron los cuerpos del cabildo semiporticado y la sacristía. Estos añadidos se evidencian en las uniones de los muros, que utilizan el simple adosamiento. Del estudio de las uniones entre los distintos volúmenes, es posible apuntar que el volumen correspondiente al ábside sería el original de la iglesia, tanto al interior, donde alberga el arco triunfal, como al exterior, donde presenta características más arcaizantes (canecillos en cuarto de bocel, muy utilizados en el período gótico asturiano). El resto de la iglesia sería fruto de intervenciones posteriores que alteraron profundamente su fisonomía primitiva que, lógicamente, sería más pequeña y no tan alargada.

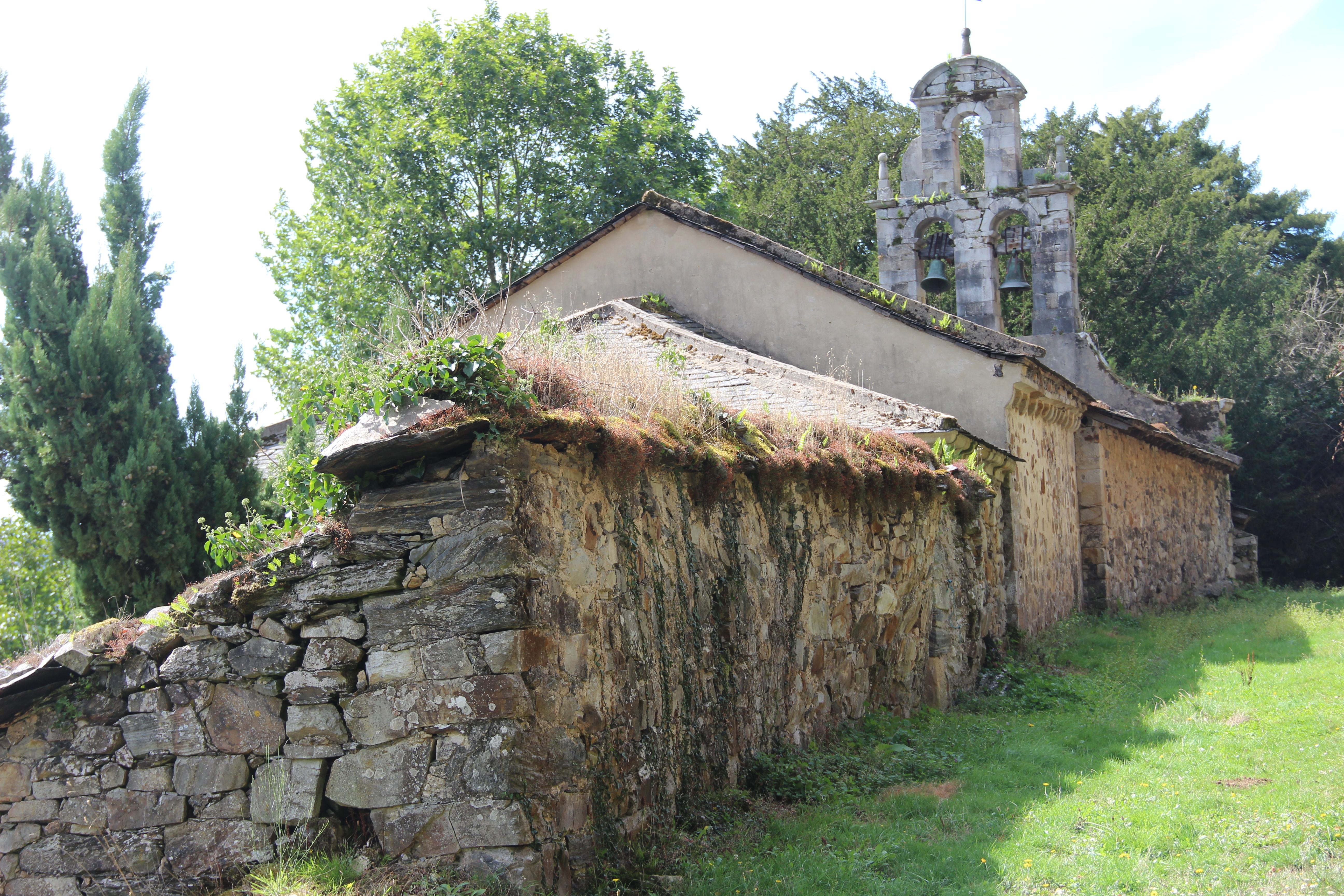
Lateral noroeste.

La nave cuenta con dos falsas capillas a los laterales, creadas al adosar sendos altares y retablos a los muros que albergan el arco triunfal. La situada en el evangelio está dedicada a la Virgen del Carmen y cuenta con un retablo de vivo cromatismo a base de rojos, verdes y dorados, con tallas de florones y motivos geométricos, muy barroquizantes, que permitirían fecharlo en el siglo XVIII, y con una única hornacina con la imagen de la mencionada Virgen. Más interesante resulta el retablo de la epístola, dedicado a la Virgen del Rosario y de idéntica cronología que el anterior, que tiene una estructura de tres calles distribuidas en dos pisos, con una hornacina central superior con la imagen de Jesús crucificado. Este retablo destaca por su policromía en tonos verdes, amarillos, rojos, negros y dorados, utilizados para crear fondos vegetales y trampantojos de mármol, así como por las cabezas de ángeles del entablamento, debidas a un taller popular, de traza sencilla y hierática, pero con una gran capacidad para conmover al espectador. Ambos retablos se encuentran en buen estado de conservación y constituyen magníficos ejemplos de los talleres populares que funcionaron en el occidente de Asturias en el siglo XVIII.
El presbiterio se sitúa después de atravesar un gran arco de triunfo de perfil ojival que apoya sobre impostas biseladas y decoradas con bolas o perlas, propias del siglo XV.
El ábside ofrece una bóveda de cañón apuntada, en consonancia con el perfil del arco triunfal, mientras que la nave presenta una cubierta a dos aguas con la armadura de madera.
La espadaña de la iglesia es trífora y adopta una concepción bastante clasicista. Su arquitectura se organiza en dos alturas, la primera con pináculos de bolas a los extremos y la segunda con remate de tímpano apainelado.
Por su antigüedad, la iglesia forma parte del Inventario del Patrimonio Cultural de Asturias, en virtud de lo establecido en la Disposición Transitoria Tercera de la Ley de Patrimonio Cultural de Asturias, que así lo establece para “las edificaciones y en general los inmuebles construidos con anterioridad al año 1800”, que expresamente no tengan abierta una ficha en dicho Inventario.

## Tejos

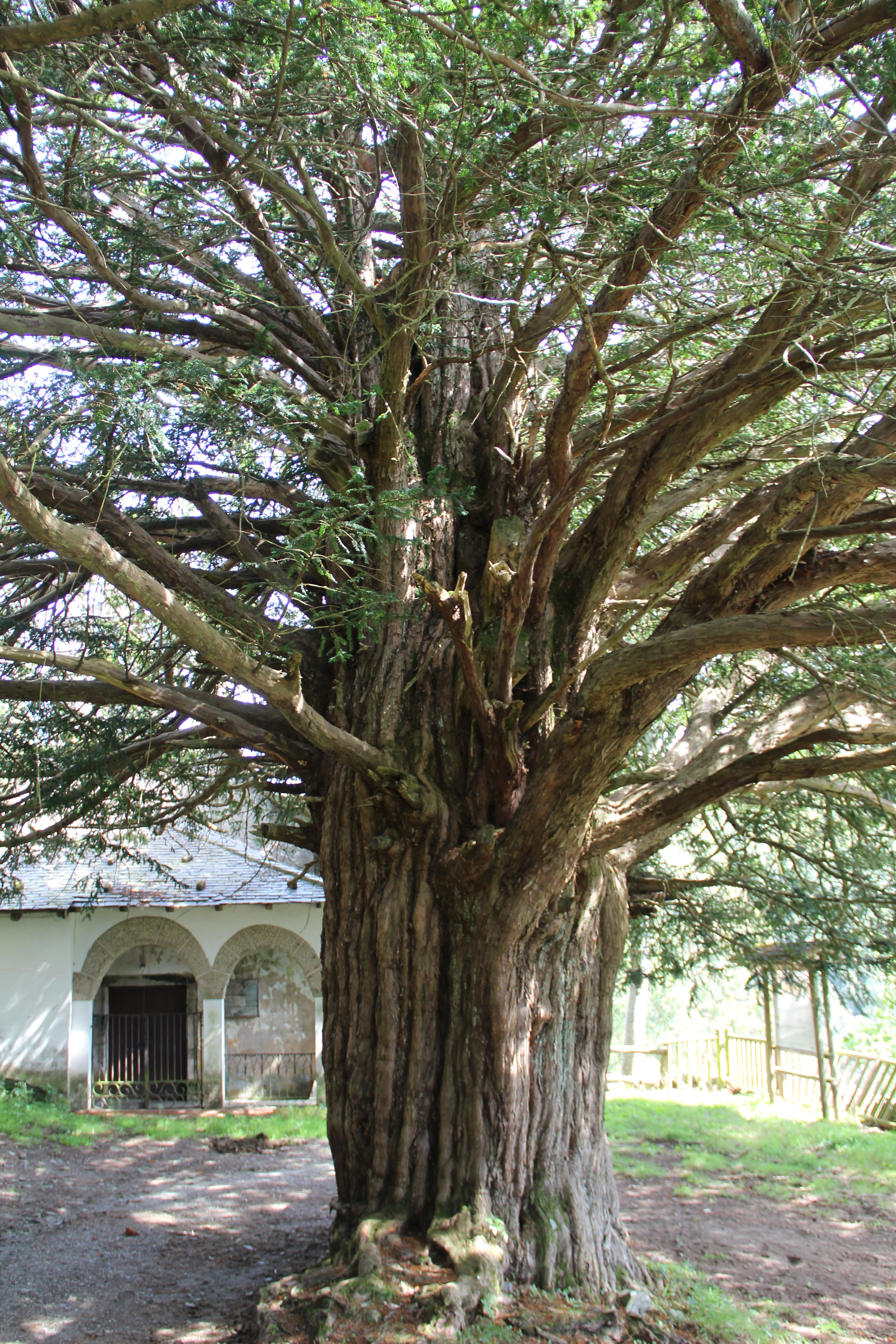
Tejo de mayor antigüedad.

La iglesia de Santa Coloma cuenta con dos tejos masculinos: uno con un perímetro troncal de cinco metros y medio, situado frente al templo, y otro más pequeño, de dos metros, que nació espontáneamente sobre el muro de una finca al borde del camino que conduce a la iglesia. El primero fue declarado Monumento Natural mediante el Decreto 75/1995, de 27 de abril, donde se estipulaba que “se protege estrictamente el ejemplar y se delimita un ámbito de protección que abarcará la explanada de la iglesia, con todos sus elementos naturales y arquitectónicos, especialmente las fachadas que miran al monumento”. El tejo más antiguo presenta algunas cañas secas y su copa no es todo lo frondosa que cabría desear, si bien se encuentra en condiciones aceptables. Por el contrario, el tejo más pequeño presenta una copa frondosa y de un verde intenso, señal de su fortaleza y buen desarrollo. Quizá esta diferencia se encuentre en la distinta calidad del terreno circundante a ambos tejos.
Pegado al tronco del tejo más  grande se levanta un altar pétreo donde se exponía el Santísimo Sacramento el día del Corpus Christi. Esta utilización evidencia la completa integración del tejo en los rituales religiosos y destaca su relevancia cultural y simbólica para la comunidad.
Los dos tejos de la iglesia forman parte de la “Ruta de los Teixos”, trazada por el Ayuntamiento de Allande entre los pueblos de Santa Coloma y Lago, cuya iglesia cuenta con un tejo también declarado Monumento Natural según el Decreto 75/1995 de 27 de abril.